# Бекка
Ребекка Э́мили Хо́ллкрафт (англ. Rebecca Emily Hollcraft; род. 9 мая 1989) — американская певица, автор-исполнитель и гитарист. Также известна, как Бек Холлкрафт и Бэкка-тян.

## Ранняя жизнь
Холлкрафт родилась в Портленде, штат Орегон. Она начала петь и писать песни в раннем возрасте и научилась играть на гитаре, когда ей было всего 10 лет. В школьные годы она хорошо показала себя в хоре и театре. Когда ей было 13 лет, друг семьи записал её выступление в школьном хоре. Запись попала к Мередит Брукс, которая занималась поиском новых талантливых исполнителей. «У Бек очень сильный голос. А когда я узнала, что она ещё и песни пишет… Я была потрясена!», сказала Мередит.

## Карьера
Благодаря поддержке родителей Холлкрафт провела свои летние каникулы в том году в Лос-Анджелесе с Мередит, работая над песнями для своего демо. Холлкрафт привлекла внимание радиостанций в её родном городе Портленд. После трансляции в небольших программах Холлкрафт попала в полную ротацию. Её лицо появилось на местных телевизионных каналах и на обложке портлендского журнала о музыке «Two Louies» (май 2009). Она стала выступать в окрестностях Лос-Анджелеса под именем Бэк Холлкрафт, играя в таких клубах, как The Roxy, Troubadour, Key Club, Knitting Factory и в Доме Блюза с полноценной группой. Также она дала небольшие акустические концерты в таких местах, как Derby и Rainbow Room.
В начале 2008 года Холлкрафт заключила контракт с Sony Music Entertainment Japan и выпустила сингл «Perfect Me» 9 апреля 2008 года в Японии. Песня была представлена на телевизионном шоу «Damages» в его японском выпуске с 2 апреля 2008 до 1 июля того же года. Дебютный мини-альбом Бэкки из 5 песен «Perfect Me» выпущен в Японии 4 июня 2008 года, второй пятипесенный мини-альбом «Turn to Stone» — 6 августа того же года. . 1 июля 2008 песни Бэкки «Falling Down» и «Guilty Pleasure» были выпущены синглами титульной и дополнительной песен к анимационному сериалу Ultraviolet: Code 044.
С 2011 года Бек является вокалисткой рок-группы Stars In Stereo.
В 2015 году вернулась к сольной карьере. 11 октября выпустила клип на кавер-версию песни Hatsune Miku «World Is Mine» на английском языке.
С 2016 года выступает в составе кавер-группы Blackhaven под псевдонимом Lady Nightsong.

## Участники группы
Текущие участники группы:

Брайан Хендрикс (бас)

Дэйв Басараба (клавишные)

Роб Дэйкер (гитара)

Джо Менгис (ударные)
Бывшие участники группы:

Джеспер Кристенсен (ударные)

Томас Хджорс (гитара)

Стив Руни (ударные)

Эрез Гинат (ударные)

Трой Велстэд (клавишные)